# Pedro María Olmedo Rivero
Pedro María Olmedo Rivero CMF (* 21. Oktober 1944 in San Juan de Asnalfarache, Spanien) ist ein spanischer Ordensgeistlicher und emeritierter römisch-katholischer Prälat von Humahuaca.

## Leben
Pedro María Olmedo Rivero trat der Ordensgemeinschaft der Claretiner bei und empfing am 9. Juni 1972 die Priesterweihe.
Papst Johannes Paul II. ernannte ihn am 7. Juli 1993 zum Prälaten von Humahuaca. Der Bischof von Jujuy, Raúl Arsenio Casado, spendete ihm am 25. September desselben Jahres die Bischofsweihe; Mitkonsekratoren waren Gerardo Eusebio Sueldo, Koadjutorbischof von Santiago del Estero, und Moisés Julio Blanchoud, Erzbischof von Salta.
Am 23. Oktober 2019 nahm Papst Franziskus das von Pedro María Olmedo Rivero aus Altersgründen vorgebrachte Rücktrittsgesuch an.